# Gliese 876 c
Gliese 876 c è un pianeta extrasolare che orbita la nana rossa Gliese 876 in 30,34 giorni.

Il pianeta è stato scoperto nel 2001 ed è il secondo in termini di distanza dalla propria stella. Il sistema planetario include altri tre pianeti.

## Scoperta
Al momento della scoperta si conosceva già un altro pianeta intorno a Gliese 876: Gliese 876 b. Nel 2001 ulteriori analisi nella velocità radiale della stella hanno rivelato l'esistenza di un secondo pianeta. Il periodo orbitale di Gliese 876 c è esattamente la metà del pianeta più esterno, per questo motivo l'impronta del secondo pianeta sulla velocità radiale della stella era stata inizialmente attribuita a un'eccentricità più elevata del primo pianeta.

## Orbita e massa
Gliese 876 c è in risonanza orbitale 1:2 con il più esterno Gliese 876 b. Questo comporta forti interazioni gravitazionali tra i due pianeti che causano rapidi cambiamenti nei loro elementi orbitali.
L'orbita del pianeta è più eccentrica della maggior parte dei pianeti nel nostro sistema solare. Il semiasse maggiore è di sole 0,1303 UA, circa un terzo della distanza media di Mercurio dal Sole. Nonostante questo il pianeta giace nella zona abitabile, nella sua parte interna, perché Gliese 876 è una stella debole.
Col metodo della velocità radiale è possibile stabilire solo un limite inferiore nello stimare la massa del pianeta. Questo limite per Gliese 876 c è circa il 62% della massa di Giove. La vera massa dipende dall'inclinazione dell'orbita, che solitamente non è nota. In questo particolare caso la risonanza orbitale dei due pianeti può essere sfruttata per ottenere una stima migliore della massa. Con questo metodo l'inclinazione dell'orbita viene stimata in 50° rispetto alla nostra linea visiva, questa porterebbe a una massa di 0,81 volte quella di Giove. Tuttavia, misurazioni astrometriche suggeriscono un'inclinazione di 84° per il più esterno dei due. Ipotizzando che i due pianeti siano sullo stesso piano orbitale, la massa di Gliese 876 c viene stimata vicina al suo limite inferiore.

## Caratteristiche
Considerata la sua alta massa, il pianeta è con ogni probabilità un gigante gassoso senza una superficie solida. Dato che il pianeta è stato individuato solo indirettamente, caratteristiche quali il raggio la composizione e la temperatura, al momento non sono note.

Ipotizzando una composizione simile a quella di Giove e un ambiente vicino all'equilibrio chimico, si prevede che il pianeta sia privo di nubi nell'atmosfera superiore.
Gliese 876 c si trova nella regione interna della zona abitabile. Le possibilità di vita nei giganti gassosi sono sconosciute, ma un'eventuale grossa luna potrebbe offrire un ambiente abitabile. Tuttavia le interazioni mareali tra i due pianeti, la vicina stella e la luna potrebbero distruggere una luna sufficientemente grande e inoltre non è del tutto chiaro se una luna di tale tipo possa innanzitutto formarsi.